# Nepenthes lowii
Nepenthes lowii, o planta de jarra de Low, es una planta de jarra tropical endémica de Borneo. Lleva el nombre de Hugh Low, quien la descubrió en el monte Kinabalu. Esta especie es quizás la más inusual del género, caracterizándose por sus cántaros superiores fuertemente contraídos, que tienen un peristoma muy reducido y una tapa refleja con numerosas cerdas en su superficie inferior.

## Historia botánica

### Descubrimiento y denominación
Nepenthes lowii fue descubierta en marzo de 1851 por el administrador colonial británico y naturalista Hugh Low durante su primera ascensión al monte Kinabalu. Low escribió el siguiente relato de su descubrimiento:
Un poco más adelante nos encontramos con una Nepenthes de lo más extraordinaria, que, creo, de una forma hasta ahora desconocida, la boca era ovalada y grande, el cuello excesivamente contraído teniendo forma de embudo, y en ángulo recto con el cuerpo del cántaro, que era grande, hinchado lateralmente, aplanado arriba y sostenido en posición horizontal por la fuerte prolongación de la nervadura central de la planta como en otras especies. Es una especie de crecimiento muy fuerte y absolutamente cubierta por sus interesantes cántaros, cada uno de los cuales contiene poco menos de una pinta de agua y todos estaban llenos hasta el borde, tan admirablemente sostenidos por el pecíolo de soporte. Las plantas tenían generalmente más de 40 pies de largo, pero no pude encontrar plantas jóvenes ni flores, ni siquiera rastros de ninguna de las dos.
El espécimen tipo de N. lowii, designado como Low sn, fue recolectado por Hugh Low en el monte Kinabalu y está depositado en el herbario de los Royal Botanic Gardens, Kew (K).
Nepenthes lowii fue descrito formalmente en 1859 por Joseph Dalton Hooker. La descripción y la ilustración originales de Hooker se reprodujeron en Spenser St. John 's Life in the Forests of the Far East, publicado en 1862. St. John escribió el siguiente relato de N. lowii en el monte Kinabalu:
Pronto nos encontramos con la magnífica planta de jarra, la Nepenthes Lowii, que el Sr. Low estaba ansioso por obtener. No pudimos encontrar plantas jóvenes, pero tomamos esquejes, que los nativos dijeron que crecerían [... ] Finalmente llegamos a una cresta rocosa y estrecha, cubierta de maleza, pero con miles de plantas de la hermosa Nepenthes Lowii creciendo entre ellas [... ] Enviamos a nuestros hombres a la mañana siguiente para que nos esperaran en la cueva, mientras nosotros nos quedamos para recolectar especímenes de Nepenthes Lowii y Nepenthes Villosa. La primera es, en mi opinión, la más bonita de todas, y su forma es la más elegante. [... ] El color exterior de los cántaros es verde guisante brillante, el interior caoba oscuro; la tapa es verde, mientras que las glandulares son de color caoba. De esta forma se podría hacer una jarra de clarete muy elegante.
En los años siguientes, N. lowii apareció en varias publicaciones de eminentes botánicos, como Friedrich Anton Wilhelm Miquel (1870), Joseph Dalton Hooker (1873),  Frederick William Burbidge (1882), Odoardo Beccari (1886), Ernst Wunschmann (1891), Otto Stapf (1894), Harry James Veitch (1897), Jacob Gijsbert Boerlage (1900), y Elmer Dibujó Merrill (1921). Sin embargo, la mayoría de estas publicaciones solo mencionaron de pasada a N. lowii. El primer tratamiento taxonómico importante fue el de Günther Beck von Mannagetta und Lerchenau en 1895, quien colocó a N. lowii en su propio subgrupo (Retiferae) debido a su morfología de jarra inusual. 
Una descripción e ilustración revisadas de N. lowii se publicaron en la monografía de John Muirhead Macfarlane de 1908, " Nepenthaceae ". Macfarlane también escribió sobre N. lowii en el Journal of the Linnean Society en 1914 y The Standard Cyclopedia of Horticulture en 1919.
En 1927, se publicó una nueva ilustración de N. lowii en un artículo del botánico holandés B. H. Danser en la revista De Tropische Natuur. Al año siguiente, Danser proporcionó un diagnóstico en latín más corregido y una descripción botánica de N. lowii en su monografía fundamental " Las Nepenthaceae de las Indias Holandesas ".

### Nuevas localidades
Nepenthes lowii fue descubierta en el monte Kinabalu y luego encontrada en Bukit Batu Lawi. Fue registrada por primera vez desde el monte Murud por Eric Mjöberg durante su primer ascenso a la montaña en 1922. Mjöberg escribió el siguiente relato del área de la cumbre del Monte Murud:
Nos encontramos en un paisaje extraño donde los arbustos bajos con hojas gruesas y coriáceas constituían la vegetación predominante. Aquí y allá se veían árboles más pequeños, entre ellos una conífera con tronco y ramas más grandes prácticamente cubiertas de los capullos amarillos de una pequeña orquídea epífita de rica floración. Por todas partes se encontraban flores de rododendro y plantas similares de color escarlata brillante o blanco como la nieve, y las más notables eran los enormes y característicos cántaros de Nepenthes lowii, registrados hasta ahora sólo en Kinabalu y Batu Lawi.
Durante la expedición, Mjöberg recolectó un solo espécimen de N. lowii del monte Murud, que ha sido designado como Mjöberg 115. En 1926, Mjöberg encontró N. lowii en la ladera nororiental de Bukit Batu Tiban, aunque no recolectó ningún ejemplar.
Otro espécimen, Beaman 11476, fue recolectado por John H. Beaman entre el 10 y el 17 de abril de 1995 en la cresta de la cumbre del monte Murud a una altitud de entre 2300 y 2400 m sobre el nivel del mar. Este último espécimen fue recolectado como parte de la octava expedición botánica al Monte Murud desde el primer ascenso de Eric Mjöberg en 1922.

### Identificación errónea
A pesar de su morfología particular de jarra, N. lowii ha identificada erróneamente al menos una vez en la literatura; Bertram Evelyn Smythies asignó tentativamente un espécimen de N. lowii a N. macfarlanei, una especie endémica de Malasia peninsular, aunque sugirió que podría representar una nueva especie. Esta identificación errónea se publicó en 1965, en las actas del Simposio sobre Trópicos Húmedos de la UNESCO, que se celebró en Kuching dos años antes.  Se basó en un espécimen recolectado por Iris Sheila Darnton Collenette del Mesilau East River en julio de 1963. Esta planta tenía varios cántaros, cada uno con un peristoma bien desarrollado y cerdas largas en la parte inferior de la tapa. La confusión se debió al hecho de que el peristoma en los cántaros superiores de N. lowii generalmente está presente solo como una serie de crestas y que N. macfarlanei también tiene cerdas en la parte inferior de la tapa (aunque son mucho más cortas que las de N. lowi). Habiendo estudiado todo el material del herbario de Bornean Nepenthes que se encuentra en los Royal Botanic Gardens, Kew, Smythies confirmaría más tarde que los registros de N. macfarlanei del área de Kinabalu eran erróneos.

## Descripción

### Tallo y hojas
Nepenthes lowii es una planta trepadora. El tallo puede alcanzar una longitud de más de 10 m y tiene hasta 20 mm de diámetro. Los entrenudos son cilíndricos en sección transversal y hasta de 8 cm de largo

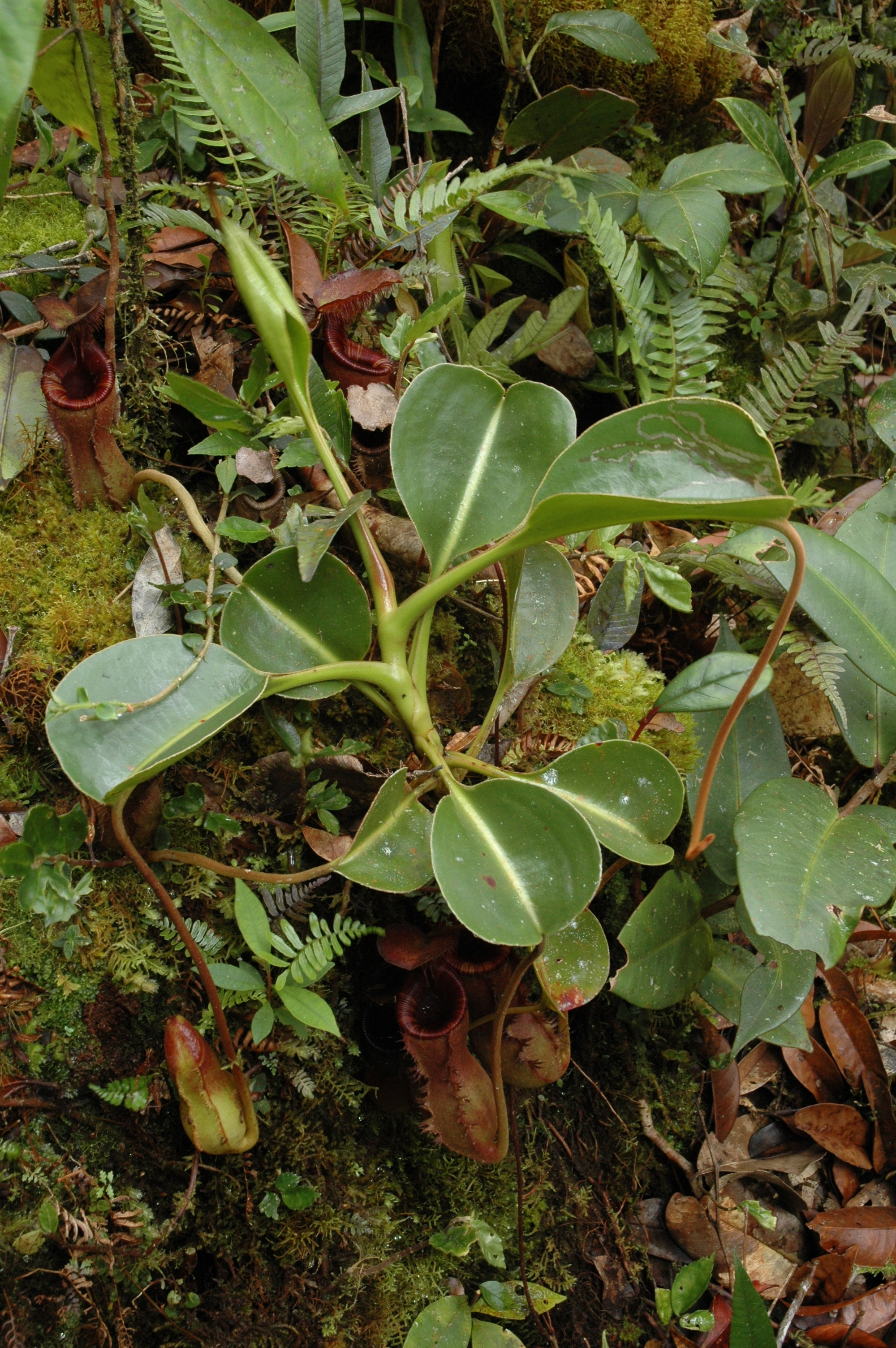
Una planta de roseta con cántaros más bajos.

Las hojas de esta especie son de textura coriácea. La lámina o limbo es peciolada, de forma oblongo-lanceolada, y hasta de 30 cm de largo por 9 cm de ancho Tiene un ápice redondeado y una base abruptamente contraída. El pecíolo es canaliculado y hasta de 14 cm de largo Forma una vaina plana que abraza el tallo por dos tercios a cuatro quintos de su circunferencia. De tres a cuatro venas longitudinales están presentes a ambos lados de la nervadura central. Las venas pinnadas corren rectas u oblicuas con respecto a la lámina. Los zarcillos son hasta 20 cm de largo y no suelen ser rizados.

### Cántaros
La roseta y los cántaros inferiores son bulbosos en la parte inferior y ventricosos en el centro, ensanchándose hacia la boca. Son más pequeños que sus contrapartes aéreas, alcanzando solo 10 cm de alto por 4 cm de ancho Los cántaros más bajos rara vez se ven, ya que la planta entra rápidamente en la etapa de escalada. Un par de alas con flecos corren por la parte delantera de cada jarra, aunque a menudo se reducen y solo están presentes en la parte superior de la copa de la jarra. El peristoma tiene una sección transversal cilíndrica y se ensancha hacia atrás. es hasta las 12 mm de ancho y tiene dientes y costillas prominentes. La porción interna del peristoma representa alrededor del 62% de la longitud total de la superficie de la sección transversal. En la superficie interna, la región glandular cubre la mitad basal del cántaro; la zona cerosa se reduce. La tapa de la jarra u opérculo tiene una forma aproximadamente orbiculada. En el envés posee una serie de cerdas carnosas muy densas que miden hasta 2 cm de largo Aparte de estas estructuras distintivas, la tapa no tiene apéndices. Se inserta un espolón no ramificado cerca de la base de la tapa.

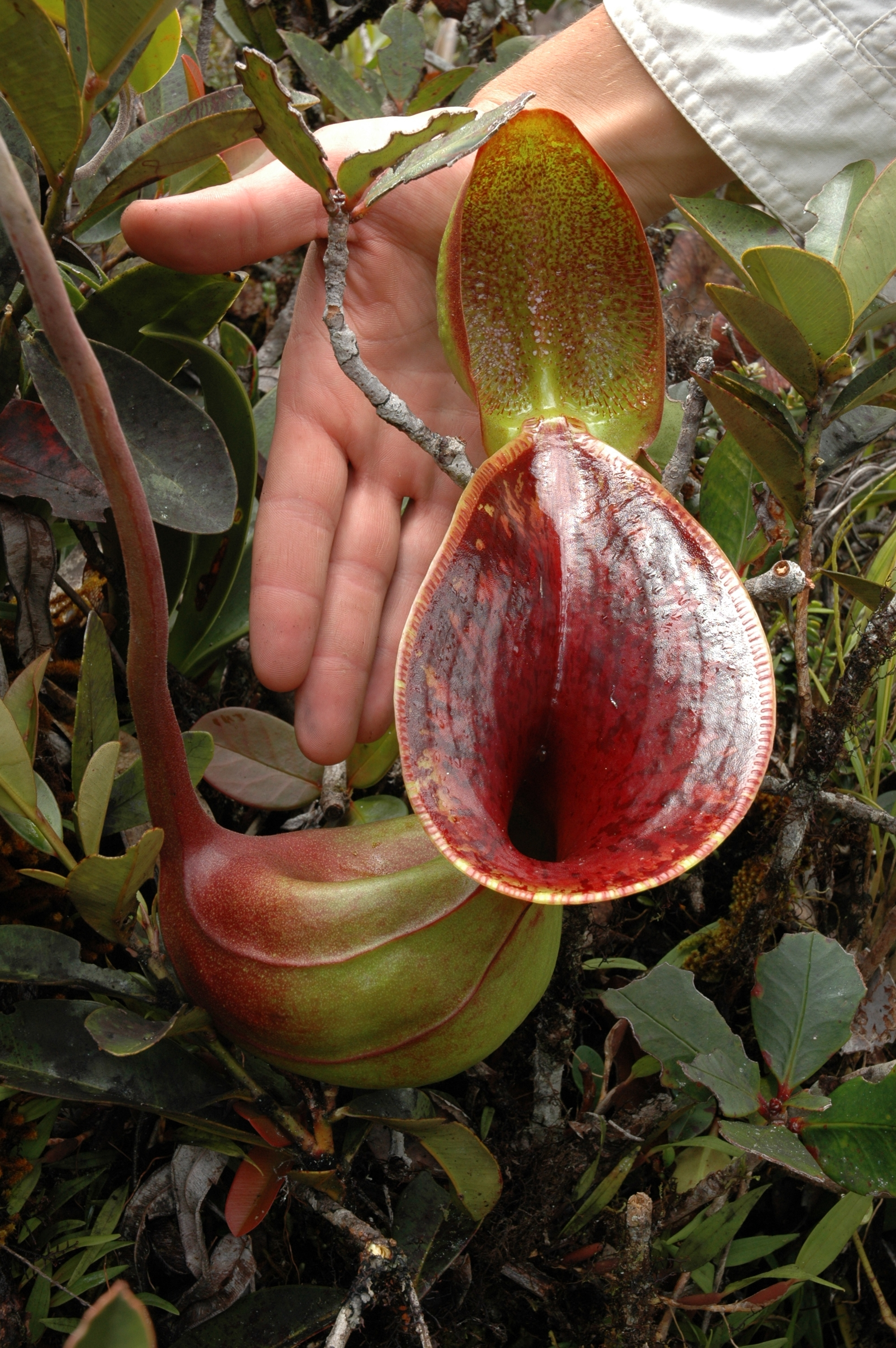
Un cántaro superior

Los cántaros superiores de N. lowii son muy distintivos, siendo globosos en la parte inferior, fuertemente contraídos en el medio y muy infundibulares en la parte superior. Los lanzadores aéreos son relativamente grandes, crecen hasta 28 cm alto por 10 cm de ancho Las alas se reducen a costillas en los cántaros superiores y el peristoma está presente solo como una serie de crestas en el borde de la boca. La superficie interna de la jarra es glandular y no tiene zona cerosa. El párpado abovedado se aleja de la boca y tiene forma oblonga-ovalada. es hasta 15 cm de largo por 9 cm de ancho y carece de apéndices. Numerosas cerdas, llegando hasta 2 cm de longitud, están presentes en la superficie inferior de la tapa. Como en los cántaros inferiores, el espolón no está ramificado. Los cántaros superiores de N. lowii son extremadamente rígidos y de textura casi leñosa. Después del secado, las jarras conservan su forma mejor que las de cualquier otra especie del género.

### Inflorescencia e indumento
Nepenthes lowii tiene una inflorescencia racemosa. El pedúnculo alcanza los 20 cm de largo, mientras que el raquis mide hasta 25 cm. Los pedúnculos parciales son de dos flores, hasta 20 mm de largo y carecen de brácteas. Los sépalos son de forma oblonga y hasta 5 mm de largo. Un estudio de 570 muestras de polen tomadas de tres especímenes de herbario (JHAdam 2406, JHAdam 2395 y SAN 23341), recolectados a una altitud de 1700–2000 m) encontró que el diámetro medio del polen era de 33,0 μm (SE = 0,2; CV = 7,8%).
La mayoría de las partes de la planta son virtualmente glabras. Sin embargo, un indumento de pelos marrones cortos está presente en las inflorescencias, las partes en desarrollo y los bordes de las hojas en roseta.

## Ecología

### Hábitat y distribución
Nepenthes lowii es endémica de varios picos aislados en Borneo. En Sabah, se ha registrado desde el monte Kinabalu, el monte Tambuyukon, el monte Alab, el monte Mentapok, el monte Monkobo, y el monte Trusmadi. En el norte de Sarawak, la especie se conoce en el monte Api, el monte Buli, el monte Mulu, el monte Murud, Bukit Batu Lawi, Bukit Batu Tiban, las montañas Hose, Tama Abu Range, y Bario. La especie también se ha registrado en picos de Brunéi, incluido Bukit Pagon. En Kemul se encontró una sola planta con una coloración y morfología inusuales, al principio se pensó que la planta era Nepenthes ephippiata. Nepenthes lowii tiene una distribución altitudinal de 1650 a 2600 m sobre el nivel del mar.

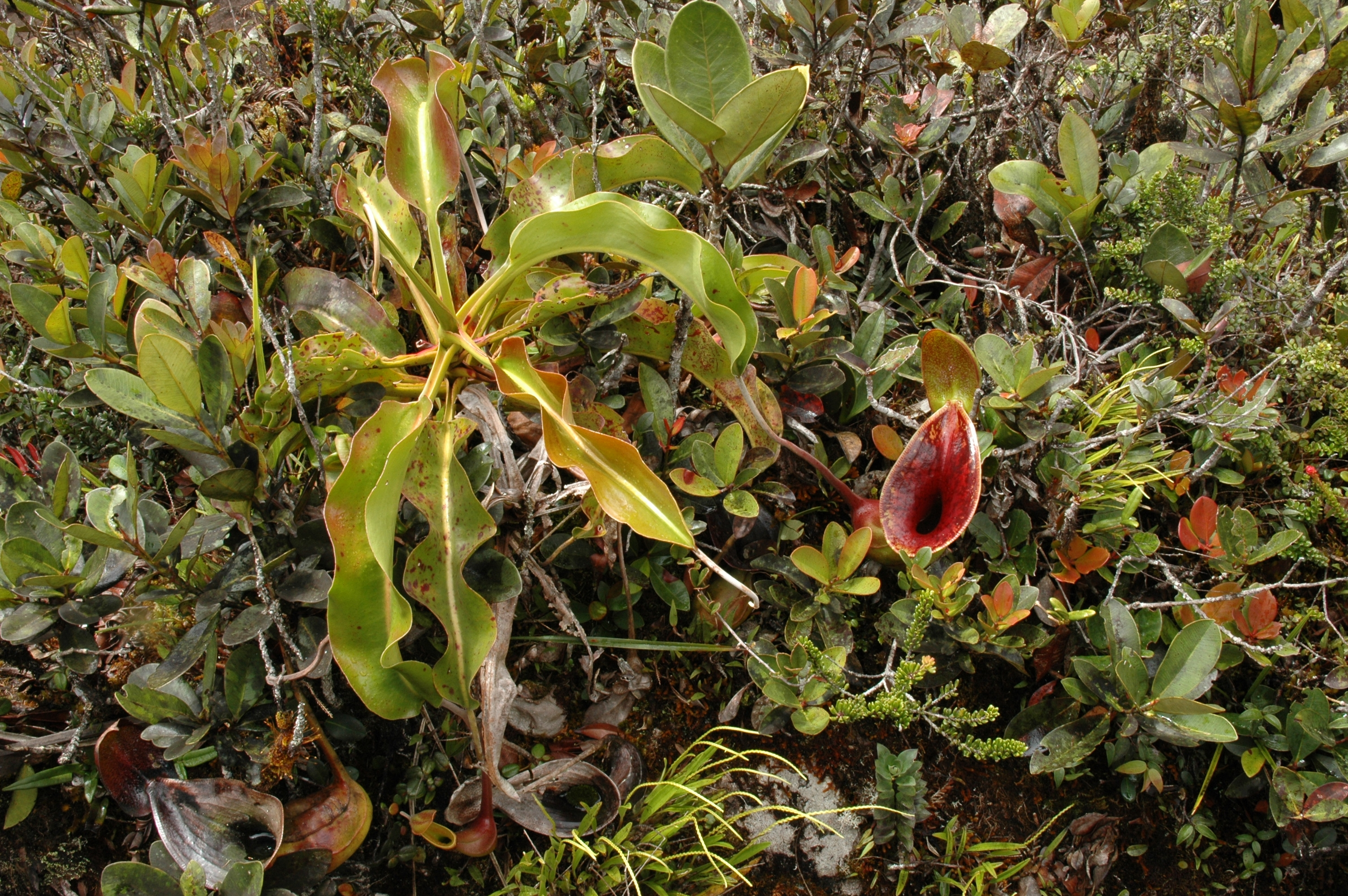
Nepenthes lowii crece entre la vegetación de la cumbre del monte Murud, Sarawak

Nepenthes lowii crece en suelos deficientes en nutrientes de la zona montana alta. La especie se encuentra tanto en forma terrestre como epífita. Su hábitat típico es el bosque cubierto de musgo o la vegetación achaparrada de las cumbres. A menudo crece en una gruesa capa de turba sobre sustratos ultramáficos, arenisca, granito y caliza.
En el monte Kinabalu, la especie ha sido registrada en East Ridge, Mesilau East River y un área debajo de Kambarangoh. Nepenthes lowii solía tener una distribución dispersa alrededor del sendero de la cumbre del Monte Kinabalu, ocurriendo en una banda estrecha entre elevaciones de 1970 y 2270 m sobre el nivel del mar. Muchas de las plantas de N. lowii que crecen a lo largo del sendero de la cumbre de Kinabalu murieron como resultado del fenómeno climático de El Niño de 1997-1998 y otras han sido destruidas por escaladores. Ahora es difícil encontrar la especie en el monte Kinabalu y su presencia a lo largo del sendero de la cumbre es "incierta".
La forma de N. lowii del monte Trusmadi produce cántaros significativamente más grandes que los del cercano monte Kinabalu. En el monte Murud, N. lowii se encuentra en alturas superiores a 1860 m. Las plantas que crecen cerca de la cima de la montaña están muy atrofiadas debido a las condiciones climáticas más duras y la falta de vegetación protectora.
Mount Mulu es ahora el lugar más fácil para ver N. lowii , donde la vegetación de la cumbre está muy atrofiada y rara vez supera el metro de altura. Está dominado por rododendros (particularmente Rhododendron ericoides), así como especies de los géneros Diplycosia y Vaccinium.

### Estado de conservación
El estado de conservación de N. lowii figura como vulnerable en la Lista Roja de Especies Amenazadas de la UICN según una evaluación realizada en 2000. Esto concuerda con la clasificación informal de la especie realizada por el botánico Charles Clarke en 1997, aunque Clarke señaló que depende de la conservación si se tienen en cuenta las poblaciones en áreas protegidas. Sin embargo, difiere de la evaluación del Centro Mundial de Monitoreo de la Conservación, que clasificó a N. lowii como "rara", ubicándola entre vulnerable y en peligro de extinción.

## Carnívora
Se sabe que Nepenthes lowii captura muy pocas presas en comparación con otras Nepenthes. Las observaciones preliminares sugieren que esta especie en particular puede haberse alejado de una naturaleza únicamente (o incluso principalmente) carnívora y adaptarse a "atrapar" los excrementos de las aves y las musarañas arborícolas que se alimentan de sus nectarios.

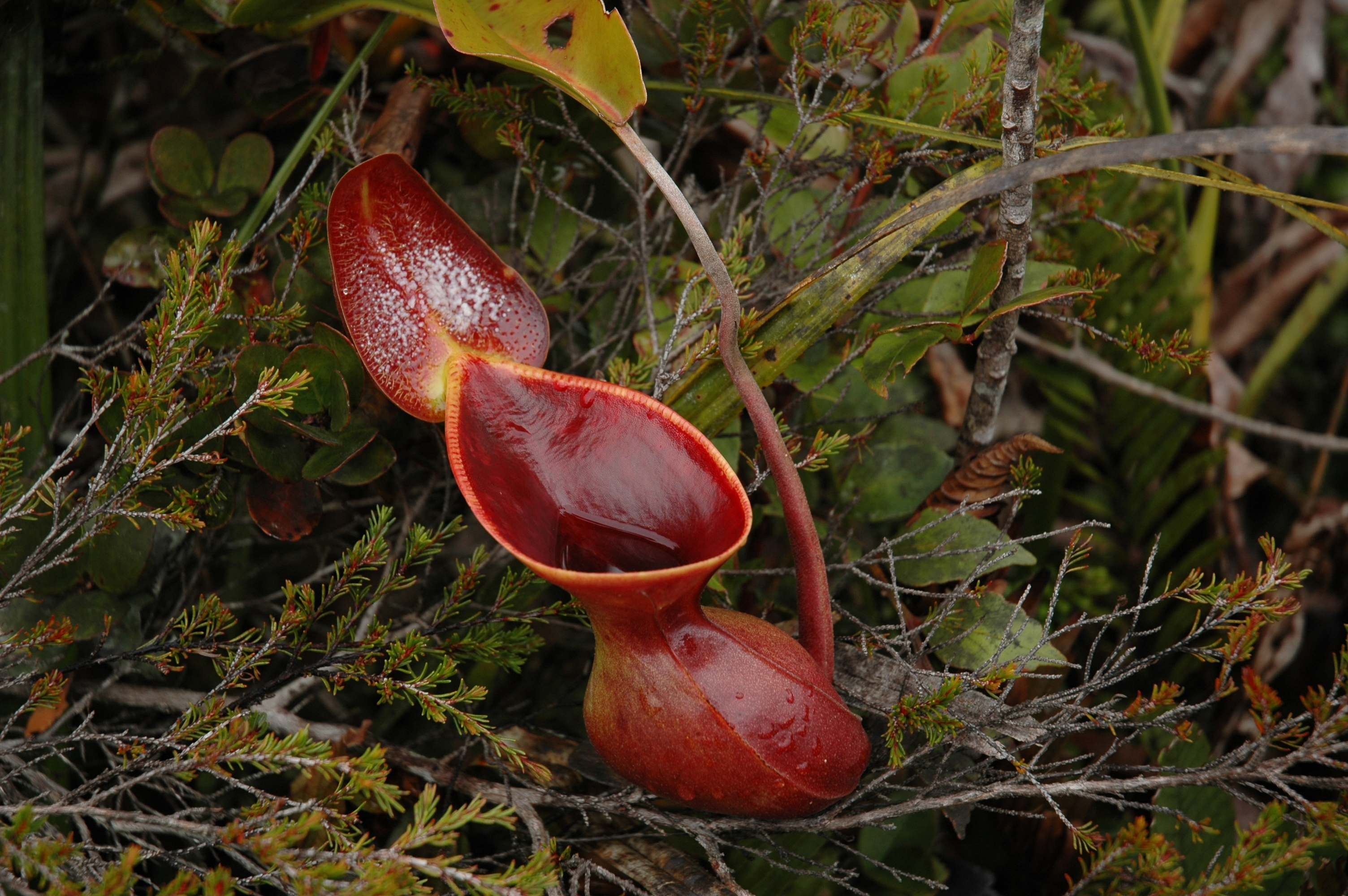
Una jarra superior con secreciones blancas visibles en la superficie interna de la tapa

Los cántaros superiores de N. lowii son inusuales porque tienen una tapa reflejada, que expone numerosas cerdas en la parte inferior. A menudo se acumula una sustancia blanca entre estas cerdas, cuya identidad ha sido objeto de cierto debate. En la década de 1960, J. Harrison asumió que estas cuentas blancas eran huevos de caracol. E. J. H. Corner, quien dirigió las Expediciones de la Royal Society al Monte Kinabalu en 1961 y 1964, escribió lo siguiente:
Temprano en la mañana hay un gong resonante que rastreamos hasta las tupaias (musarañas arborícolas) que corretean sobre los cántaros de N. lowii y golpean los cántaros viejos, vacíos y resonantes. El difunto profesor J. Harrison, de Singapur, descubrió que un caracol ponía sus huevos en los pelos debajo de la tapa y que las tupaias venían a comérselos.
Sin embargo, las observaciones de N. lowii referidas por Peter D'Amato y Cliff Dodd mostraron que estas perlas blancas eran de producidas por la planta. Se ha descrito que la sustancia tiene un sabor azucarado y "un olor ligeramente desagradable". Se desconoce por qué los cántaros inferiores de N. lowii, que por lo demás son típicos del género, también tienen cerdas y producen estas secreciones blancas. Charles Clarke sugirió que al proporcionar una recompensa cerca del suelo, los cántaros inferiores pueden servir para guiar a los animales hacia los cántaros superiores.
Clarke llevó a cabo una serie de observaciones de campo relacionadas con N. lowii. En cinco de los siete sitios estudiados, encontró que los cántaros de N. lowii contenían cantidades significativas de excremento animal. Un estudio de 2009 encontró que las plantas maduras obtienen del 57 al 100 % de su nitrógeno foliar de los excrementos de las tupayas. Otro estudio publicado al año siguiente mostró que la forma y el tamaño del orificio del cántaro coinciden exactamente con las dimensiones de una tupayas (Tupaia montana). Una adaptación similar se encontró en N. macrophylla y N. rajah, y también es probable que esté presente en N. ephipiata. En las tres especies (N. ephippiata no ha sido investigada), el color de la superficie del párpado inferior corresponde a la máxima sensibilidad visual de T. montana en las bandas de onda verde y azul, haciendo que se destaque contra las partes adyacentes de la jarra.
Nepenthes lowii no es la primera especie de Nepenthes para la que se ha propuesto esto, ya en 1989 se sugirió que N. pervillei, una especie de las Seychelles, se beneficia de los excrementos de las aves y puede estar alejándose de los carnívoros. Sin embargo, no se han realizado estudios completos sobre N. pervillei y esta hipótesis aún no se ha probado experimentalmente.

## Especies relacionadas
En su monografía de 1928, BH Danser colocó a N. lowii en el clado Regiae, junto con otras 14 especies. Esto difería de la clasificación de subgénero publicada por Günther Beck von Mannagetta und Lerchenau en 1895, que colocó a N. lowii en su propio subgrupo: Retiferae.  Danser explicó su asignación de N. lowii a Regiae de la siguiente manera:
La más aberrante es N. Lowii, cuyas hojas y tallo son toscos, mientras que el indumento está casi ausente y los cántaros muestran una forma peculiar y no tienen peristoma, la tapa está abovedada, la nervadura central tiene quilla pero no tiene apéndice, la superficie inferior está cubierta de pelos gruesos, las glándulas de la superficie interior de la jarra son tan grandes que los espacios intermedios se reducen a líneas. Todos estos caracteres, sin embargo, parecen tener poco valor taxonómico. La forma del cántaro es análoga a la de N. inermis del grupo Montanae, que tampoco tiene peristoma. Las cerdas peculiares en la superficie inferior de la tapa se encuentran menos desarrolladas en N. Macfarlanei. Las glándulas grandes y planas en la superficie interior de los cántaros también se encuentran en la parte inferior de los cántaros de N. Rajah. Esta es la razón por la que no he distinguido un grupo separado para esta especie.
Se cree que Nepenthes lowii está más estrechamente relacionada con N. ephippiata. B. H. Danser, quien describió la última especie en 1928, consideró estos taxones similares hasta el punto de encontrar pocas razones para distinguirlos en un artículo de 1931. Los tratamientos más recientes han mantenido a N. ephippiata como una especie distinta y han esbozado una serie de características morfológicas que la distinguen de N. lowii.

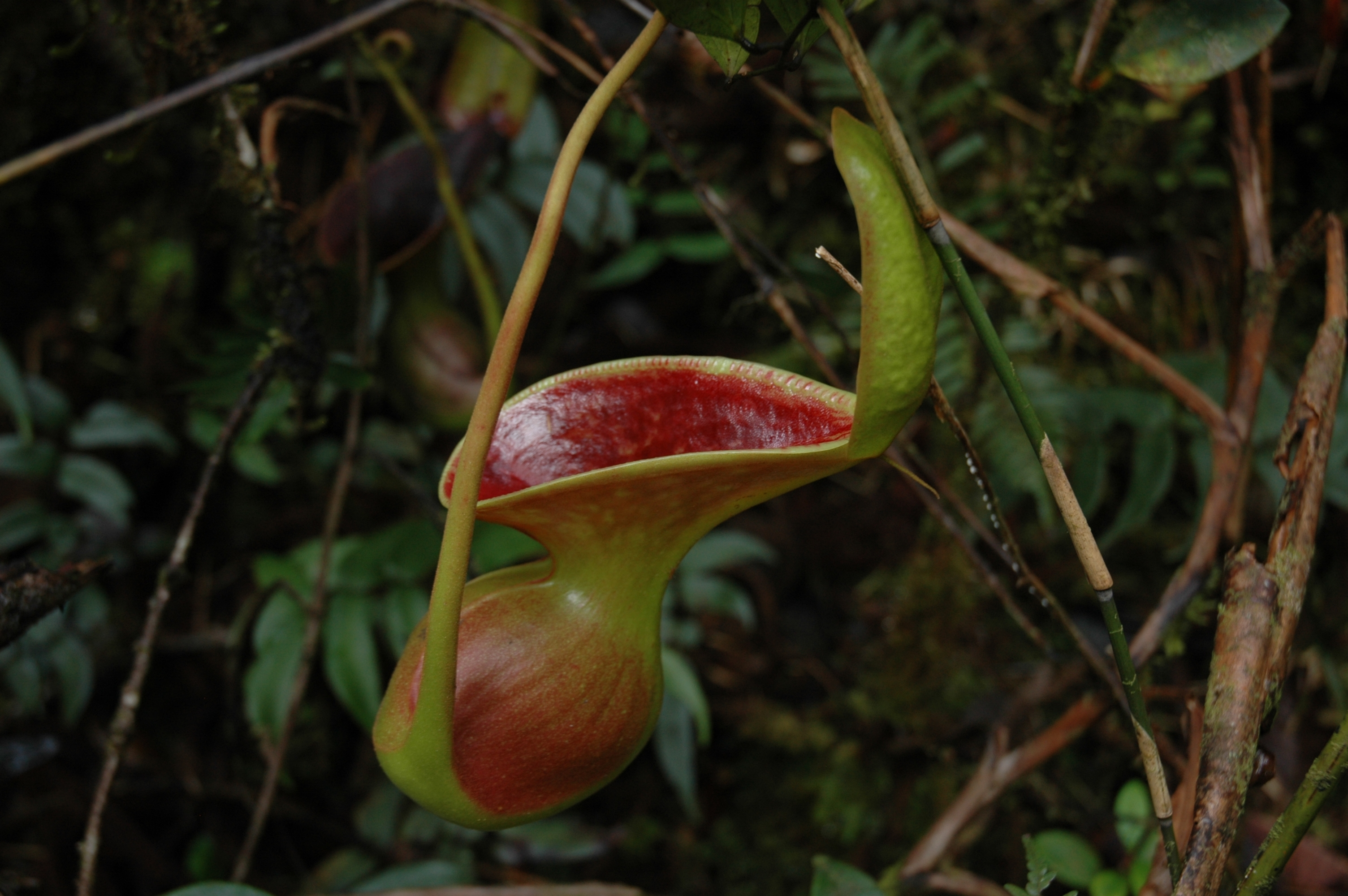
Los cántaros superiores de N. lowii están más fuertemente contraídos que los de N. ephippiata

Las diferencias más obvias entre estas especies se ven en los cántaros superiores, los de N. ephippiata están menos constreñidas en el medio y tienen un peristoma más desarrollado. Además, N. ephippiata tiene tubérculos cortos en la parte inferior del párpado, a diferencia de las largas cerdas de N. lowii.

## Híbridos naturales
Se han registrado al menos siete híbridos naturales que involucran a N. lowii.

### N. lowii×N. macrophylla
Este híbrido fue inicialmente identificado por Charles Clarke como un cruce entre N. Chaniana (conocida como N. pilosa en ese momento) y N. lowii.  Sin embargo, en su libro de 2008, Pitcher Plants of Borneo, Anthea Phillipps, Anthony Lamb y Ch'ien Lee señalaron que las plantas exhiben influencias de N. fusca, como una tapa triangular y un cuello alargado. Los autores señalaron que tanto N. fusca y N. lowii son comunes en el área de la cumbre del Monte Alab donde se encuentra esta planta, mientras que N. chaniana es rara. Otra posible especie progenitora, N. stenophylla, aparentemente está ausente del sitio.
Esta cruza fue descubierta originalmente por Rob Cantley y Charles Clarke en Bukit Batu Lawi en Sarawak. Más tarde, Clarke encontró plantas más grandes de este híbrido en Crocker Range of Sabah, particularmente cerca de la cima del Monte Alab. Más recientemente se ha registrado una sola planta del monte Trusmadi. Los cántaros de esta cruza tienen una ligera constricción en el medio y su color varía de verde a púrpura oscuro en todas partes.
Este híbrido difiere de N. fusca en la presencia de cerdas en la parte inferior de la tapa. Tiene, por el contrario, un indumento denso en el tallo y en los márgenes de la lámina, en comparación con el tallo y las hojas prácticamente glabras de N. lowii. También difiere de N. lowii por tener un peristoma más desarrollado, que tiene una sección transversal circular. Mientras que los lanzadores inferiores de N. lowii tienen dientes prominentes, los de N. fusca × N. lowii son indistintos. Además, un apéndice glandular está presente en la parte inferior del párpado, un rasgo heredado de N. fusca.
Nepenthes fusca × N. lowii son difíciles de confundir con su supuesta especie progenitora, pero son similares a N. caniana × N. veitchii. El último híbrido se puede distinguir sobre la base de su peristoma, que es más ancho, más acampanado y menos cilíndrico. Además, este híbrido tiene un párpado menos ovalado, que carece de las cerdas características de N. lowii, y un indumento más denso que cubre el tallo y las hojas.

### N. lowii×N. stenophylla

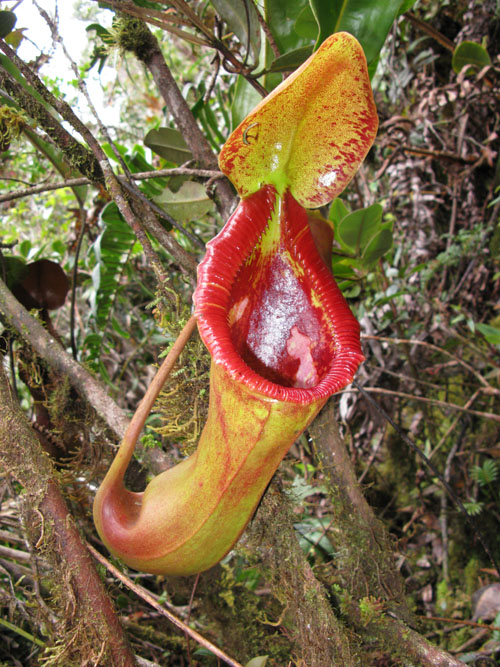
Un cántaro superior de N. × trusmadiensis

Nepenthes lowii × N. macrophylla fue descubierta en el monte Trusmadi por Johannes Marabini y John Briggs en 1983. Más tarde ese año, Marabini la describió como N. × trusmadiensis. Briggs regresó al Monte Trusmadi en 1984, pero solo encontró un pequeño grupo de plantas.
Nepenthes × trusmadiensis tiene hojas pecioladas que miden hasta 50 cm de largo Los cántaros de este híbrido son algunos de los más grandes de cualquier especie de Nepenthes de Borneo, alcanzando los 35 cm de altura. Son aproximadamente de forma intermedia entre los de su especie progenitora. La tapa se mantiene alejada de la boca como en N. lowii y tiene cerdas cortas en su superficie inferior. El peristoma tiene costillas y dientes prominentes, pero no está tan desarrollado como el de N. macrophylla. La inflorescencia de N. × trusmadiensis puede tener hasta 50 cm de largo y tiene pedicelos de dos flores. A pesar del tamaño de los lanzadores, este híbrido no es de gran estatura.
Nepenthes × trusmadiensis está restringida a la cresta de la cumbre del monte Trusmadi y se ha registrado en elevaciones de 2500 a 2600 m sobre el nivel del mar.
En Pitcher-Plants of Borneo, Anthea Phillipps y Anthony Lamb llamaron a N. lowii × N. stenophylla la "Planta de jarra de Mentapok"  por el Monte Mentapok en Sabah, de donde fue recolectada en 1985 por John Briggs. Desde entonces, se ha registrado en varias localidades del norte de Borneo, incluido Bukit Pagon en Brunéi.
En el Monte Mentapok, este híbrido es el resultado de un cruce entre una forma gigante de N. stenophylla con cántaros que miden hasta 35 cm y una forma de N. lowii con una superficie interior muy oscura, casi negra, y un "peristoma muy estrecho y claramente rugoso".
Nepenthes lowii × N. stenophylla tiene hojas pecioladas y cántaros delgados y encintados de hasta 25 cm de altura. La copa de la jarra tiene largas rayas oscuras similares a las de N. stenophylla, mientras que el peristoma rayado es aplanado y cilíndrico en sección transversal. El párpado tiene forma ovalada y puede mantenerse alejado de la boca, dejando al descubierto cerdas oscuras en su superficie inferior. Como en N. lowii, se acumulan secreciones blancas entre estas cerdas. La característica cresta glandular de N. stenophylla se reduce a un pequeño montículo debajo del párpado.
Nepenthes lowii × N. stenophylla solo se conoce del bosque nuboso a lo largo de las crestas de las cumbres en elevaciones de más de 1500 m, donde el límite altitudinal superior de N. stenophylla se superpone al límite altitudinal inferior de N. lowii.

### Otros híbridos
Se han señalado varios otros híbridos naturales que involucran a N. lowii. Estos incluyen cruces con N. hurrelliana, N. muluensis, N. veitchii, así como posibles híbridos con N. hirsuta y N. tentaculata. Un ejemplo único de N. lowii × N. rajah crece a lo largo del sendero natural de Mesilau.

## Otras lecturas
- Beaman, J.H. & C. Anderson 2004. The Plants of Mount Kinabalu: 5. Dicotyledon Families Magnoliaceae to Winteraceae. Natural History Publications (Borneo), Kota Kinabalu.
- Bourke, G. 2010. «The climbing pitcher plants of the Kelabit highlands.». Archivado desde el original el 9 de abril de 2013. Consultado el 21 de octubre de 2012. Captive Exotics Newsletter 1(1): 4–7.
- Bourke, G. 2011. The Nepenthes of Mulu National Park. Carniflora Australis 8(1): 20–31.
- Clarke, C. 2013. What Can Tree Shrews Tell Us about the Effects of Climate Change on Pitcher Plants? Archivado el 5 de marzo de 2016 en Wayback Machine. [video] TESS seminars, 25 September 2013.
- Clarke, C.M., U. Bauer, C.C. Lee, A.A. Tuen, K. Rembold & J.A. Moran 2009. Supplementary methods. Biology Letters, published online on June 10, 2009.
- Damit, A. 2014. A trip to Mount Trus Madi – the Nepenthes wonderland. Carnivorous Plant Newsletter 43(1): 19–22.
- Harms, H. 1936. Nepenthaceae. In: A. Engler & K. Prantl. Die natürlichen Pflanzenfamilien, 2 aufl. band 17b.
- Lee, C.C. 2000. Recent Nepenthes Discoveries. [video] The 3rd Conference of the International Carnivorous Plant Society, San Francisco, USA.
- Lee, C.C. 2002. «Nepenthes species of the Hose Mountains in Sarawak, Borneo.». Proceedings of the 4th International Carnivorous Plant Conference, Hiroshima University, Tokyo: 25–30.
- (en indonesio) Mansur, M. 2001. «Koleksi Nepenthes di Herbarium Bogoriense: prospeknya sebagai tanaman hias.». Archivado desde el original el 19 de marzo de 2012. In: Prosiding Seminar Hari Cinta Puspa dan Satwa Nasional. Lembaga Ilmu Pengetahuan Indonesia, Bogor. pp. 244–253.
- McPherson, S.R. & A. Robinson 2012. Field Guide to the Pitcher Plants of Borneo. Redfern Natural History Productions, Poole.
- Meimberg, H., A. Wistuba, P. Dittrich & G. Heubl 2001. Molecular phylogeny of Nepenthaceae based on cladistic analysis of plastid trnK intron sequence data. Plant Biology 3(2): 164–175. doi 10.1055/s-2001-12897
- (en alemán) Meimberg, H. 2002. «Molekular-systematische Untersuchungen an den Familien Nepenthaceae und Ancistrocladaceae sowie verwandter Taxa aus der Unterklasse Caryophyllidae s. l..». Ph.D. thesis, Ludwig Maximilian University of Munich, Munich.
- Meimberg, H. & G. Heubl 2006. Introduction of a nuclear marker for phylogenetic analysis of Nepenthaceae. Plant Biology 8(6): 831–840. doi 10.1055/s-2006-924676
- Meimberg, H., S. Thalhammer, A. Brachmann & G. Heubl 2006. Comparative analysis of a translocated copy of the trnK intron in carnivorous family Nepenthaceae. Molecular Phylogenetics and Evolution 39(2): 478–490. doi 10.1016/j.ympev.2005.11.023
- Mey, F.S. 2014. Joined lecture on carnivorous plants of Borneo with Stewart McPherson. Strange Fruits: A Garden's Chronicle, February 21, 2014.
- (en japonés) Oikawa, T. 1992. Nepenthes lowii Hook. f.. In:  (無憂草 – Nepenthes Muyū kusa – Nepenthes?). [The Grief Vanishing.] Parco Co., Japan. pp. 22–25.
- Schwallier, R. 2012. Looking for a toilet on Mount Kinabalu. Expeditions, Scientific American Blog Network, September 21, 2012.
- Thorogood, C. 2010. The Malaysian Nepenthes: Evolutionary and Taxonomic Perspectives. Nova Science Publishers, New York.
- Yeo, J. 1996. A trip to Kinabalu Park. Bulletin of the Australian Carnivorous Plant Society, Inc. 15(4): 4–5.

- Datos: Q148744
- Multimedia: Nepenthes lowii / Q148744
- Especies: Nepenthes lowii